# Hugh Fraser (Schauspieler)
Hugh Fraser (* 23. Oktober 1945) ist ein britischer Schauspieler.

## Leben
Fraser besuchte die Webber Douglas Academy of Dramatic Art und die London Academy of Music and Dramatic Art. Er war Mitglied der Rockband „Telltale“, die unter anderem die Titelmusik zu Rainbow, einer Fernsehserie für Kinder, produzierte. 
Hugh Frasers filmisches Schaffen umfasst seit 1966 mehr als 85 Film- und Fernsehproduktionen (Stand 2024). Eine seiner bekanntesten Rollen spielte er zwischen 1989 und 2013 in der ITV-Fernsehserie Agatha Christie’s Poirot, in der er Captain Hastings verkörperte. In den 1980er-Jahren war er im BBC-Thriller Am Rande der Finsternis zu sehen. Zusammen mit Sean Bean spielte er in neun Folgen der Fernsehreihe Sharpe (1994–2006).
Hugh Fraser ist mit Belinda Lang verheiratet und Vater eines Kindes.

## Filmografie (Auswahl)
- 1966: Doctor Who (Fernsehserie, Folge 4x04)
- 1976: Der Mörder lauert in der Sauna (The Ritz)
- 1977: Der Mann mit der eisernen Maske (The Man in the Iron Mask, Fernsehfilm)
- 1977: Die Duellisten (The Duellists)
- 1978: Edward und Mrs. Simpson (Edward & Mrs. Simpson, Miniserie, 2 Folgen)
- 1979: Das tödliche Dreieck (Hanover Street)
- 1981: Schmuggler (Smuggler, Miniserie, Folge 1x12)
- 1982: Firefox
- 1982: Fußballfieber oder Wie der Weltcup nach Auckland kam (The World Cup: A Captain’s Tale, Fernsehfilm)
- 1982: Der Kontrakt des Zeichners (The Draughtsman’s Contract)
- 1982: Der Missionar (The Missionary)
- 1983: Die unglaublichen Geschichten von Roald Dahl (Tales of the Unexpected, Fernsehserie, Folge 6x04)
- 1983: Der Fluch des rosaroten Panthers (Curse of the Pink Panther)
- 1983: Reilly, Spion der Spione (Reilly, Ace of Spies, Miniserie, 6 Folgen)
- 1985: Der Preis des Reichtums (The Price, Miniserie, 3 Folgen)
- 1985: Am Rande der Finsternis (Edge of Darkness, Miniserie, 4 Folgen)
- 1988: Jack the Ripper – Das Ungeheuer von London (Jack the Ripper) (Fernsehfilm)
- 1989–2013: Agatha Christie’s Poirot (Fernsehserie, 43 Folgen)
- 1992: Die Stunde der Patrioten (Patriot Games)
- 1994–2006: Die Scharfschützen (Sharpe, Fernsehreihe, 10 Folgen)
- 1996: 101 Dalmatiner (101 Dalmatians)
- 2001: Das Bataillon der Verdammten (The Lost Battalion, Fernsehfilm)
- 2004: New Tricks – Die Krimispezialisten (New Tricks, Fernsehserie, Folge 1x05)
- 2006: Charles de Gaulle – Ich bin Frankreich! (Le grand Charles, Miniserie, Folge 1x02)
- 2021: Lawrence: After Arabia